# Баттьяни, Лайош
Граф Ла́йош Ба́ттьяни де Не́метуйвар (венг. Németújvári gróf Batthyány Lajos, 10 февраля 1807, Прессбург — 6 октября 1849, Пешт) — венгерский политик, глава правительства Венгрии во время Венгерского восстания 1848—1849 годов.

## Биография
Происходил из магнатского рода Баттьяни. Отец — граф Йожеф Шандор Баттьяни фон Немет-Уйвар (1777—1812). Мать — Борбала Скерлеч де Ломнича (1779—1834).
В раннем возрасте он переехал в Вену со своей матерью и братом после развода родителей. У Баттьяни был частный репетитор, но мать отправила его в школу-интернат, и Баттьяни редко видел свою мать в детстве.
Поступил на военную службу, однако уже в 1827 году уволился, чтобы защитить диссертацию по праву в Загребском университете и лично заняться управлением своими поместьями. Через несколько лет избран в Верхнюю палату венгерского парламента и начал участвовать в деятельности национально ориентированных кругов, стремившихся к отделению Венгрии от Габсбургской монархии.
В 1830 году Баттьяни стал членом верхней палаты сословного парламента, заседавшего в Пойоне (современная Братислава). В последующие годы он был одним из лидеров оппозиции, призывая к отмене крепостного права, развитию промышленности и политическому отделению венгерских земель от правительства в Вене.
В 1834 году женился на графине Антонии Зичи де Зих и Васонкео (1816—1888). В браке родилось трое детей:
- Эмануэла[венг.] (1837—1922), замужем за графом Гезой Баттяни (1838—1900), 3 сыновей
- Илона[венг.] (1842—1929), 1-й муж Войтех (Бела) граф Кеглевич из Бужими (1833—1896), сын Бела, развод, 2-й муж Габор Беницкий[венг.] (1852—1894), дочь Леа
- Элемер[венг.] (1847—1932), президент Венгерской ассоциации конного спорта, известный конезаводчик и спортсмен. Он не был женат и умер бездетным.

В марте 1848 года, когда революция в Вене распространилась на Пешт и другие венгерские города, граф Батиани присоединился к венгерской депутации, которая умоляла императора Фердинанда о политических свободах. Император удовлетворил требования депутатов и назначил 17 марта 1848 года Баттьяни премьер-министром первого венгерского парламентского правительства.
Под руководством Баттьяни был проведен ряд аграрных, налоговых, административных и политических реформ. Однако политика взаимопонимания с венским двором оказалась невозможной из-за нежелания австрийцев признать финансовый и военный суверенитет Венгрии и непримиримости крайних националистов во главе с Кошутом в венгерском парламенте.
В конце концов, Баттьяни не смог ни контролировать сербские волнения в Воеводине, ни остановить вооружение хорватов, которые отказались быть частью Венгерского королевства. Он ушел в отставку в начале октября 1848 года, после того как его усилия по предотвращению конфликта с императором остались безрезультатными, но под давлением палатина Стефана Франца Австрийского отозвал свою отставку. 13 сентября Баттьяни объявил восстание против императора и хотел, чтобы его возглавил палатин, но последний отказался и покинул Венгрию. 25 сентября император отказался признать правление Баттьяни и назначил командующим армией графа фон Ламберга, но 28 сентября он был убит повстанцами в Пеште. 29 сентября армия Баттяни разгромила Елачича в битве при Пакозде, но 2 октября Баттяни подал в отставку и присоединился к армии в качестве солдата. 11 октября он упал с лошади и сломал руку, поэтому вернулся в политику. Он пытался вести переговоры с генералом Альфредом Виндишгрецем, но тот его не принял. 8 января 1849 года вернулся в Пешт, где попал в плен. При помощи переданного супругой кинжала пытался совершить самоубийство (нанеся себе несколько ран в шею), но выжил и на следующий день был расстрелян по обвинению в государственной измене. Похоронен на будапештском кладбище Керепеши.
Баттьяни оказался способным лидером, однако был вынужден выбирать между лояльностью монарху и сторонниками независимости Венгрии. Баттьяни встал на сторону сторонников независимости и стал одним из лидеров революции.
Был одним из трёх венгерских патриотов, которым Ференц Лист посвятил своё известное произведение для фортепиано «Траурный марш» (Funérailles) с подзаголовком «Октябрь 1849».
В его честь названы площадь в Буде напротив здания парламента на берегу Дуная и прилегающая станция метро. В 2002 году в Венгрии открыт юридический колледж имени Лайоша Баттьяни.
В советской литературе о Венгерском восстании 1848—1849 годов роль Баттьяни, занимавшего либерально-реформаторские позиции, принижалась по сравнению с более радикальными деятелями Кошутом и Петёфи.